# Wehdel (Badbergen)
Wehdel ist ein Ortsteil der Gemeinde Badbergen im Norden des niedersächsischen Landkreises Osnabrück. Bis zum 30. Juni 1972 war Wehdel eine selbstständige Gemeinde.

## Lage

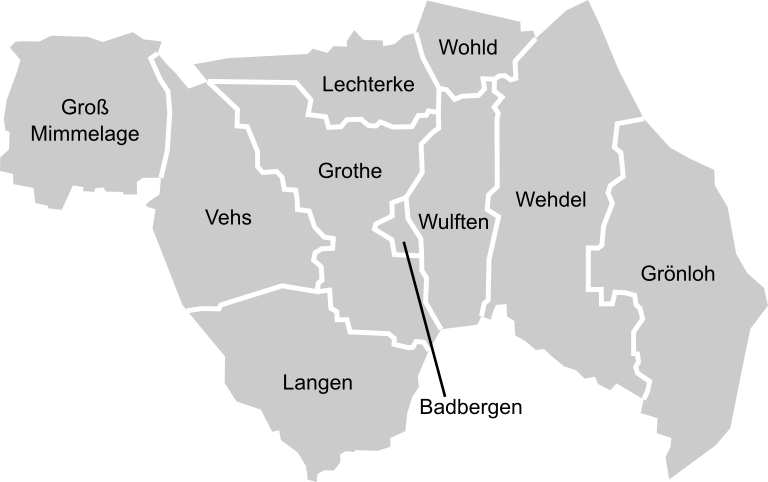
Ortsteile Badbergen

Der Ort liegt im östlichen Teil der Gemeinde östlich des Kernortes Badbergen an der Landesstraße L 75 und an den Kreisstraßen K 135 und K 136. Westlich des Ortes fließt die Hase und östlich der Diekbach.

## Baudenkmale
In der Liste der Baudenkmale in Wehdel (Badbergen) sind 14 Höfe, zwölf Einzeldenkmale, ein ehemaliger Hof und elf ehemalige Baudenkmale aufgeführt.